# Wisconsin Dells
Wisconsin Dells ist eine Kleinstadt (mit dem Status „City“) im Columbia, Sauk, Adams und Juneau County im US-amerikanischen Bundesstaat Wisconsin. Im Jahr 2010 hatte Wisconsin Dells 2678 Einwohner.

## Geografie
Wisconsin Dells liegt im südlichen Zentrum Wisconsins beiderseits des Wisconsin River, einem linken Nebenfluss des Mississippi. Die geografischen Koordinaten von Wisconsin Dells sind 43°37′39″ nördlicher Breite und 89°46′15″ westlicher Länge. Das Stadtgebiet erstreckt sich über eine Fläche von 20,02 km², die sich auf 19,06 km² Land- und 0,96 km² Wasserfläche verteilen.
Benachbarte Orte von Wisconsin Dells sind Easton (27,5 km nördlich), Oxford (30,7 km nordöstlich), Briggsville (17,5 km östlich), Portage (27,9 km südöstlich), Lake Delton (an der südlichen Stadtgrenze), Baraboo (20,8 km südlich), Reedsburg (25,7 km südwestlich) und Lyndon Station (15 km nordwestlich).
Die nächstgelegenen größeren Städte sind Green Bay am Michigansee (209 km nordöstlich), Wisconsins größte Stadt Milwaukee (196 km ostsüdöstlich), Wisconsins Hauptstadt Madison (84,6 km südsüdöstlich), Chicago in Illinois (308 km in der gleichen Richtung), Rockford in Illinois (193 km südlich), Rochester in Minnesota (254 km westlich), Eau Claire (303 km nordwestlich) und die Twin Cities in Minnesota (350 km westnordwestlich).

## Verkehr

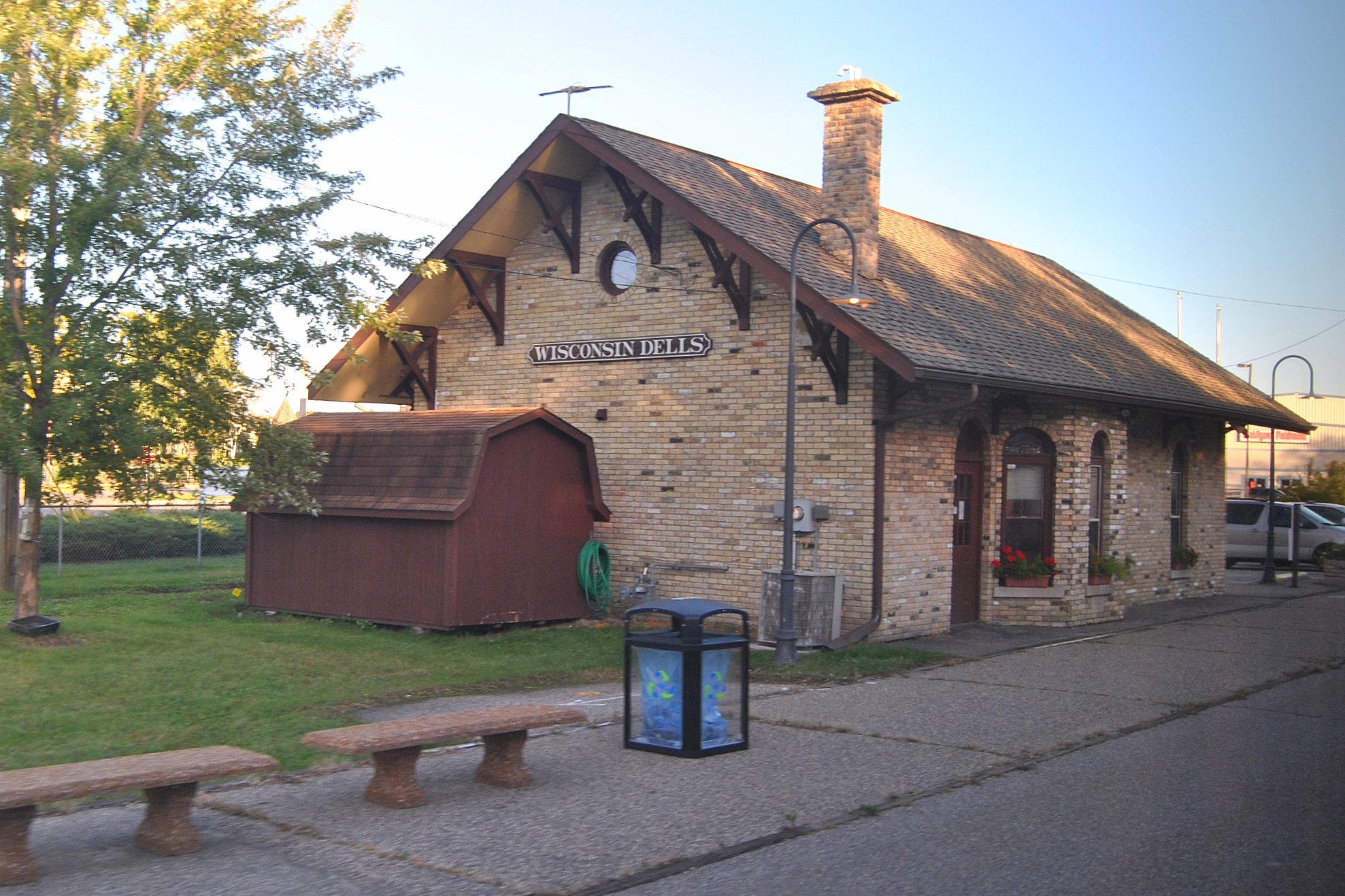
Amtrak-Station in Wisconsin Dells

Entlang des westlichen Stadtrandes verlaufen auf einem gemeinsamen Streckenabschnitt die Interstate Highways 90 und 94. Im Stadtgebiet treffen der U.S. Highway 12 sowie die State Trunk Highways 13, 16 und 23 zusammen. Alle weiteren Straßen sind untergeordnete Landstraßen, teils unbefestigte Fahrwege oder innerörtliche Verbindungsstraßen.
In Nordwest-Südost-Richtung verläuft eine Eisenbahnstrecke der Canadian Pacific Railway durch Wisconsin Dells. Die Strecke wird auch vom Empire Builder genutzt, einem von Seattle und Portland nach Chicago verkehrenden Fernreisezug von Amtrak, der in Wisconsin Dells einen Zwischenhalt einlegt.
Mit dem Portage Municipal Airport liegt 26,1 km südöstlich ein kleiner Flugplatz. Der nächste größere ist der Dane County Regional Airport in Madison (84,1 km südöstlich).

## Bevölkerung
Nach der Volkszählung im Jahr 2010 lebten in Wisconsin Dells 2678 Menschen in 1148	 Haushalten. Die Bevölkerungsdichte betrug 140,5 Einwohner pro Quadratkilometer. In den 1148 Haushalten lebten statistisch je 2,26 Personen.
Ethnisch betrachtet setzte sich die Bevölkerung zusammen aus 91,5 Prozent Weißen, 0,7 Prozent Afroamerikanern, 1,8 Prozent amerikanischen Ureinwohnern, 0,8 Prozent Asiaten, 0,1 Prozent Polynesiern sowie 3,3 Prozent aus anderen ethnischen Gruppen; 1,8 Prozent stammten von zwei oder mehr Ethnien ab. Unabhängig von der ethnischen Zugehörigkeit waren 7,4 Prozent der Bevölkerung spanischer oder lateinamerikanischer Abstammung.
20,6 Prozent der Bevölkerung waren unter 18 Jahre alt, 61,7 Prozent waren zwischen 18 und 64 und 17,7 Prozent waren 65 Jahre oder älter. 50,4 Prozent der Bevölkerung war weiblich.

Das mittlere jährliche Einkommen eines Haushalts lag bei 42.898 USD. Das Pro-Kopf-Einkommen betrug 26.990 USD. 12,9 Prozent der Einwohner lebten unterhalb der Armutsgrenze.

## Bekannte Bewohner
- Brant Bailey (* 1977) – Basketballspieler – geboren in Wisconsin Dells
- Michael Griffin (1842–1899) – von 1894 bis 1899 republikanischer Abgeordneter des US-Repräsentantenhauses[4] – lebte und wirkte mehrere Jahre in Wisconsin Dells